# Williams FW28
El Williams FW28 fue el coche con el que el equipo Williams compitió en la temporada 2006 de la Fórmula 1. Los pilotos fueron Mark Webber y el novato Nico Rosberg, el actual campeón de la Serie GP2. Webber estaba en su segundo año con el equipo, y su compañero de equipo Nico Rosberg llevaba un toque de nostalgia, ya que el padre de Nico, Keke, había ganado el campeonato de F1 de 1982 en un Williams Cosworth.
Sin embargo, el 2006 fue muy decepcionante para el equipo. El coche tenía un problema de chasis que afectaba a la conducción del monoplaza en la entrada a las curvas. A pesar de la eficacia del motor Cosworth, los neumáticos Bridgestone y los dos pilotos, el FW28 sólo pudo mostrar breves destellos de velocidad, como la vuelta rápida de Rosberg en Baréin, excelentes clasificaciones en Malasia de la parte de ambos pilotos y en Mónaco de parte de Webber. El buen ritmo de Webber en Australia y su breve liderato en carrera hasta que el coche se lo permitió. Lamentablemente muy a menudo estos destellos se veían truncados por la mala fiabilidad - una vergüenza para un equipo que se enorgullecía de su excelencia de la ingeniería.
El coche parecía competitivo a principios de año, cuando los coches anotaron un doble punto de acabado con Rosberg estableciendo la vuelta más rápida de la carrera en su debut en la F1 en el Gran Premio de Baréin. Una excelente actuación en la segunda fila de clasificación en Sepang fue desperdiciada cuando ambos coches sufrieron fallas de motor, y la temporada fue cuesta abajo desde allí. Excepciones fueron Australia y Mónaco, ambas carreras en las que Webber parecía un contendiente por lo menos un podio terminar hasta retirarse en ambas ocasiones con un fallo hidráulico y un escape estropeado que incendió el coche, respectivamente.
Una nota de importancia para Webber y Williams llegó en la vuelta 21 del Gran Premio de Australia de 2006. Al liderar el grupo, Webber se convirtió en el primer australiano en hacerlo desde 1984.
La mala fiabilidad, errores de novato de Rosberg y la pérdida de competitividad a lo largo del año, hizo que Williams terminara octava en el Campeonato de Constructores - el puesto más bajo acabado por el equipo desde su temporada inaugural en 1978. 

## Resultados
(Clave) (negrita indica pole position) (cursiva indica vuelta rápida)

| Año  | Chasis | Motor                           | Neu. | N.º | Pilotos      | 1   | 2   | 3   | 4   | 5   | 6   | 7   | 8   | 9   | 10  | 11  | 12  | 13  | 14  | 15  | 16  | 17  | 18  | Puntos | Pos. |
| ---- | ------ | ------------------------------- | ---- | --- | ------------ | --- | --- | --- | --- | --- | --- | --- | --- | --- | --- | --- | --- | --- | --- | --- | --- | --- | --- | ------ | ---- |
| 2006 | FW28   | Cosworth CA2006 2.4 V8 4 Series | B    |     |              | BHR | MYS | AUS | SMR | EUR | ESP | MON | GBR | CAN | USA | FRA | GER | HUN | TUR | ITA | CHN | JPN | BRA | 11     | 8.º  |
| 2006 | FW28   | Cosworth CA2006 2.4 V8 4 Series | B    | 9   | Mark Webber  | 6   | Ret | Ret | 6   | Ret | 9   | Ret | Ret | 12  | Ret | Ret | Ret | Ret | 10  | 10  | 8   | Ret | Ret | 11     | 8.º  |
| 2006 | FW28   | Cosworth CA2006 2.4 V8 4 Series | B    | 10  | Nico Rosberg | 7   | Ret | Ret | Ret | 7   | 11  | Ret | 9   | Ret | 9   | 14  | Ret | Ret | Ret | Ret | 11  | 10  | Ret | 11     | 8.º  |